# Tốt lạc hậu (cờ vua)
|   | a                                             | b                                             | c                                             | d                                             | e                                             | f                                             | g                                             | h                                             |   |
| 8 | c6 black pawn · d5 black pawn · d4 white pawn | c6 black pawn · d5 black pawn · d4 white pawn | c6 black pawn · d5 black pawn · d4 white pawn | c6 black pawn · d5 black pawn · d4 white pawn | c6 black pawn · d5 black pawn · d4 white pawn | c6 black pawn · d5 black pawn · d4 white pawn | c6 black pawn · d5 black pawn · d4 white pawn | c6 black pawn · d5 black pawn · d4 white pawn | 8 |
| 7 | c6 black pawn · d5 black pawn · d4 white pawn | c6 black pawn · d5 black pawn · d4 white pawn | c6 black pawn · d5 black pawn · d4 white pawn | c6 black pawn · d5 black pawn · d4 white pawn | c6 black pawn · d5 black pawn · d4 white pawn | c6 black pawn · d5 black pawn · d4 white pawn | c6 black pawn · d5 black pawn · d4 white pawn | c6 black pawn · d5 black pawn · d4 white pawn | 7 |
| 6 | c6 black pawn · d5 black pawn · d4 white pawn | c6 black pawn · d5 black pawn · d4 white pawn | c6 black pawn · d5 black pawn · d4 white pawn | c6 black pawn · d5 black pawn · d4 white pawn | c6 black pawn · d5 black pawn · d4 white pawn | c6 black pawn · d5 black pawn · d4 white pawn | c6 black pawn · d5 black pawn · d4 white pawn | c6 black pawn · d5 black pawn · d4 white pawn | 6 |
| 5 | c6 black pawn · d5 black pawn · d4 white pawn | c6 black pawn · d5 black pawn · d4 white pawn | c6 black pawn · d5 black pawn · d4 white pawn | c6 black pawn · d5 black pawn · d4 white pawn | c6 black pawn · d5 black pawn · d4 white pawn | c6 black pawn · d5 black pawn · d4 white pawn | c6 black pawn · d5 black pawn · d4 white pawn | c6 black pawn · d5 black pawn · d4 white pawn | 5 |
| 4 | c6 black pawn · d5 black pawn · d4 white pawn | c6 black pawn · d5 black pawn · d4 white pawn | c6 black pawn · d5 black pawn · d4 white pawn | c6 black pawn · d5 black pawn · d4 white pawn | c6 black pawn · d5 black pawn · d4 white pawn | c6 black pawn · d5 black pawn · d4 white pawn | c6 black pawn · d5 black pawn · d4 white pawn | c6 black pawn · d5 black pawn · d4 white pawn | 4 |
| 3 | c6 black pawn · d5 black pawn · d4 white pawn | c6 black pawn · d5 black pawn · d4 white pawn | c6 black pawn · d5 black pawn · d4 white pawn | c6 black pawn · d5 black pawn · d4 white pawn | c6 black pawn · d5 black pawn · d4 white pawn | c6 black pawn · d5 black pawn · d4 white pawn | c6 black pawn · d5 black pawn · d4 white pawn | c6 black pawn · d5 black pawn · d4 white pawn | 3 |
| 2 | c6 black pawn · d5 black pawn · d4 white pawn | c6 black pawn · d5 black pawn · d4 white pawn | c6 black pawn · d5 black pawn · d4 white pawn | c6 black pawn · d5 black pawn · d4 white pawn | c6 black pawn · d5 black pawn · d4 white pawn | c6 black pawn · d5 black pawn · d4 white pawn | c6 black pawn · d5 black pawn · d4 white pawn | c6 black pawn · d5 black pawn · d4 white pawn | 2 |
| 1 | c6 black pawn · d5 black pawn · d4 white pawn | c6 black pawn · d5 black pawn · d4 white pawn | c6 black pawn · d5 black pawn · d4 white pawn | c6 black pawn · d5 black pawn · d4 white pawn | c6 black pawn · d5 black pawn · d4 white pawn | c6 black pawn · d5 black pawn · d4 white pawn | c6 black pawn · d5 black pawn · d4 white pawn | c6 black pawn · d5 black pawn · d4 white pawn | 1 |
|   | a                                             | b                                             | c                                             | d                                             | e                                             | f                                             | g                                             | h                                             |   |

Trong cờ vua, một quân Tốt lạc hậu là quân Tốt nằm dưới mọi quân Tốt ở ô cùng màu khác trên các cột kề bên và không thể tiến lên một cách an toàn. Trong hình bên, Tốt Đen ở c6 là một quân Tốt lạc hậu.

## Tính chất yếu cố hữu
Tốt lạc hậu thường là một vị trí bất lợi vì việc bảo vệ chúng là khó khăn. Đồng thời, đối phương có thể đặt một quân, thường là Mã, vào ô (cái hố) ngay trước vị trí của quân Tốt lạc hậu mà sẽ không gặp bất kỳ nguy cơ (sự tấn công) nào từ Tốt đối phương mà có thể đuổi được nó đi. Tốt lạc hậu cũng ngăn cản khiến Xe và Hậu đồng đội không thể tấn công quân nằm trong "hố" từ vị trí dưới trên cùng cột.
Nếu Tốt lạc hậu nằm trên một cột nửa mở, như trong trường hợp trên hình, bất lợi sẽ còn lớn hơn, khi mà quân Tốt sẽ dễ dàng bị tấn công bởi Xe hoặc Hậu đối phương trên cùng cột (cột c). Các quân khác cũng sẽ trở nên yếu khi mà chúng phải "tận tụy" bảo vệ lấy Tốt lạc hậu, nghĩa vụ phải bảo vệ Tốt khiến chúng không thể triển khai cho những mục đích khác.

## Trong thực tiễn
|   | a | b | c | d | e | f | g | h |   |
| 8 | a8 black rook · c8 black bishop · d8 black queen · e8 black king · f8 black bishop · h8 black rook · a7 black pawn · b7 black pawn · f7 black pawn · g7 black pawn · h7 black pawn · c6 black knight · d6 black pawn · f6 black knight · b5 white knight · e5 black pawn · e4 white pawn · c3 white knight · a2 white pawn · b2 white pawn · c2 white pawn · f2 white pawn · g2 white pawn · h2 white pawn · a1 white rook · c1 white bishop · d1 white queen · e1 white king · f1 white bishop · h1 white rook | a8 black rook · c8 black bishop · d8 black queen · e8 black king · f8 black bishop · h8 black rook · a7 black pawn · b7 black pawn · f7 black pawn · g7 black pawn · h7 black pawn · c6 black knight · d6 black pawn · f6 black knight · b5 white knight · e5 black pawn · e4 white pawn · c3 white knight · a2 white pawn · b2 white pawn · c2 white pawn · f2 white pawn · g2 white pawn · h2 white pawn · a1 white rook · c1 white bishop · d1 white queen · e1 white king · f1 white bishop · h1 white rook | a8 black rook · c8 black bishop · d8 black queen · e8 black king · f8 black bishop · h8 black rook · a7 black pawn · b7 black pawn · f7 black pawn · g7 black pawn · h7 black pawn · c6 black knight · d6 black pawn · f6 black knight · b5 white knight · e5 black pawn · e4 white pawn · c3 white knight · a2 white pawn · b2 white pawn · c2 white pawn · f2 white pawn · g2 white pawn · h2 white pawn · a1 white rook · c1 white bishop · d1 white queen · e1 white king · f1 white bishop · h1 white rook | a8 black rook · c8 black bishop · d8 black queen · e8 black king · f8 black bishop · h8 black rook · a7 black pawn · b7 black pawn · f7 black pawn · g7 black pawn · h7 black pawn · c6 black knight · d6 black pawn · f6 black knight · b5 white knight · e5 black pawn · e4 white pawn · c3 white knight · a2 white pawn · b2 white pawn · c2 white pawn · f2 white pawn · g2 white pawn · h2 white pawn · a1 white rook · c1 white bishop · d1 white queen · e1 white king · f1 white bishop · h1 white rook | a8 black rook · c8 black bishop · d8 black queen · e8 black king · f8 black bishop · h8 black rook · a7 black pawn · b7 black pawn · f7 black pawn · g7 black pawn · h7 black pawn · c6 black knight · d6 black pawn · f6 black knight · b5 white knight · e5 black pawn · e4 white pawn · c3 white knight · a2 white pawn · b2 white pawn · c2 white pawn · f2 white pawn · g2 white pawn · h2 white pawn · a1 white rook · c1 white bishop · d1 white queen · e1 white king · f1 white bishop · h1 white rook | a8 black rook · c8 black bishop · d8 black queen · e8 black king · f8 black bishop · h8 black rook · a7 black pawn · b7 black pawn · f7 black pawn · g7 black pawn · h7 black pawn · c6 black knight · d6 black pawn · f6 black knight · b5 white knight · e5 black pawn · e4 white pawn · c3 white knight · a2 white pawn · b2 white pawn · c2 white pawn · f2 white pawn · g2 white pawn · h2 white pawn · a1 white rook · c1 white bishop · d1 white queen · e1 white king · f1 white bishop · h1 white rook | a8 black rook · c8 black bishop · d8 black queen · e8 black king · f8 black bishop · h8 black rook · a7 black pawn · b7 black pawn · f7 black pawn · g7 black pawn · h7 black pawn · c6 black knight · d6 black pawn · f6 black knight · b5 white knight · e5 black pawn · e4 white pawn · c3 white knight · a2 white pawn · b2 white pawn · c2 white pawn · f2 white pawn · g2 white pawn · h2 white pawn · a1 white rook · c1 white bishop · d1 white queen · e1 white king · f1 white bishop · h1 white rook | a8 black rook · c8 black bishop · d8 black queen · e8 black king · f8 black bishop · h8 black rook · a7 black pawn · b7 black pawn · f7 black pawn · g7 black pawn · h7 black pawn · c6 black knight · d6 black pawn · f6 black knight · b5 white knight · e5 black pawn · e4 white pawn · c3 white knight · a2 white pawn · b2 white pawn · c2 white pawn · f2 white pawn · g2 white pawn · h2 white pawn · a1 white rook · c1 white bishop · d1 white queen · e1 white king · f1 white bishop · h1 white rook | 8 |
| 7 | a8 black rook · c8 black bishop · d8 black queen · e8 black king · f8 black bishop · h8 black rook · a7 black pawn · b7 black pawn · f7 black pawn · g7 black pawn · h7 black pawn · c6 black knight · d6 black pawn · f6 black knight · b5 white knight · e5 black pawn · e4 white pawn · c3 white knight · a2 white pawn · b2 white pawn · c2 white pawn · f2 white pawn · g2 white pawn · h2 white pawn · a1 white rook · c1 white bishop · d1 white queen · e1 white king · f1 white bishop · h1 white rook | a8 black rook · c8 black bishop · d8 black queen · e8 black king · f8 black bishop · h8 black rook · a7 black pawn · b7 black pawn · f7 black pawn · g7 black pawn · h7 black pawn · c6 black knight · d6 black pawn · f6 black knight · b5 white knight · e5 black pawn · e4 white pawn · c3 white knight · a2 white pawn · b2 white pawn · c2 white pawn · f2 white pawn · g2 white pawn · h2 white pawn · a1 white rook · c1 white bishop · d1 white queen · e1 white king · f1 white bishop · h1 white rook | a8 black rook · c8 black bishop · d8 black queen · e8 black king · f8 black bishop · h8 black rook · a7 black pawn · b7 black pawn · f7 black pawn · g7 black pawn · h7 black pawn · c6 black knight · d6 black pawn · f6 black knight · b5 white knight · e5 black pawn · e4 white pawn · c3 white knight · a2 white pawn · b2 white pawn · c2 white pawn · f2 white pawn · g2 white pawn · h2 white pawn · a1 white rook · c1 white bishop · d1 white queen · e1 white king · f1 white bishop · h1 white rook | a8 black rook · c8 black bishop · d8 black queen · e8 black king · f8 black bishop · h8 black rook · a7 black pawn · b7 black pawn · f7 black pawn · g7 black pawn · h7 black pawn · c6 black knight · d6 black pawn · f6 black knight · b5 white knight · e5 black pawn · e4 white pawn · c3 white knight · a2 white pawn · b2 white pawn · c2 white pawn · f2 white pawn · g2 white pawn · h2 white pawn · a1 white rook · c1 white bishop · d1 white queen · e1 white king · f1 white bishop · h1 white rook | a8 black rook · c8 black bishop · d8 black queen · e8 black king · f8 black bishop · h8 black rook · a7 black pawn · b7 black pawn · f7 black pawn · g7 black pawn · h7 black pawn · c6 black knight · d6 black pawn · f6 black knight · b5 white knight · e5 black pawn · e4 white pawn · c3 white knight · a2 white pawn · b2 white pawn · c2 white pawn · f2 white pawn · g2 white pawn · h2 white pawn · a1 white rook · c1 white bishop · d1 white queen · e1 white king · f1 white bishop · h1 white rook | a8 black rook · c8 black bishop · d8 black queen · e8 black king · f8 black bishop · h8 black rook · a7 black pawn · b7 black pawn · f7 black pawn · g7 black pawn · h7 black pawn · c6 black knight · d6 black pawn · f6 black knight · b5 white knight · e5 black pawn · e4 white pawn · c3 white knight · a2 white pawn · b2 white pawn · c2 white pawn · f2 white pawn · g2 white pawn · h2 white pawn · a1 white rook · c1 white bishop · d1 white queen · e1 white king · f1 white bishop · h1 white rook | a8 black rook · c8 black bishop · d8 black queen · e8 black king · f8 black bishop · h8 black rook · a7 black pawn · b7 black pawn · f7 black pawn · g7 black pawn · h7 black pawn · c6 black knight · d6 black pawn · f6 black knight · b5 white knight · e5 black pawn · e4 white pawn · c3 white knight · a2 white pawn · b2 white pawn · c2 white pawn · f2 white pawn · g2 white pawn · h2 white pawn · a1 white rook · c1 white bishop · d1 white queen · e1 white king · f1 white bishop · h1 white rook | a8 black rook · c8 black bishop · d8 black queen · e8 black king · f8 black bishop · h8 black rook · a7 black pawn · b7 black pawn · f7 black pawn · g7 black pawn · h7 black pawn · c6 black knight · d6 black pawn · f6 black knight · b5 white knight · e5 black pawn · e4 white pawn · c3 white knight · a2 white pawn · b2 white pawn · c2 white pawn · f2 white pawn · g2 white pawn · h2 white pawn · a1 white rook · c1 white bishop · d1 white queen · e1 white king · f1 white bishop · h1 white rook | 7 |
| 6 | a8 black rook · c8 black bishop · d8 black queen · e8 black king · f8 black bishop · h8 black rook · a7 black pawn · b7 black pawn · f7 black pawn · g7 black pawn · h7 black pawn · c6 black knight · d6 black pawn · f6 black knight · b5 white knight · e5 black pawn · e4 white pawn · c3 white knight · a2 white pawn · b2 white pawn · c2 white pawn · f2 white pawn · g2 white pawn · h2 white pawn · a1 white rook · c1 white bishop · d1 white queen · e1 white king · f1 white bishop · h1 white rook | a8 black rook · c8 black bishop · d8 black queen · e8 black king · f8 black bishop · h8 black rook · a7 black pawn · b7 black pawn · f7 black pawn · g7 black pawn · h7 black pawn · c6 black knight · d6 black pawn · f6 black knight · b5 white knight · e5 black pawn · e4 white pawn · c3 white knight · a2 white pawn · b2 white pawn · c2 white pawn · f2 white pawn · g2 white pawn · h2 white pawn · a1 white rook · c1 white bishop · d1 white queen · e1 white king · f1 white bishop · h1 white rook | a8 black rook · c8 black bishop · d8 black queen · e8 black king · f8 black bishop · h8 black rook · a7 black pawn · b7 black pawn · f7 black pawn · g7 black pawn · h7 black pawn · c6 black knight · d6 black pawn · f6 black knight · b5 white knight · e5 black pawn · e4 white pawn · c3 white knight · a2 white pawn · b2 white pawn · c2 white pawn · f2 white pawn · g2 white pawn · h2 white pawn · a1 white rook · c1 white bishop · d1 white queen · e1 white king · f1 white bishop · h1 white rook | a8 black rook · c8 black bishop · d8 black queen · e8 black king · f8 black bishop · h8 black rook · a7 black pawn · b7 black pawn · f7 black pawn · g7 black pawn · h7 black pawn · c6 black knight · d6 black pawn · f6 black knight · b5 white knight · e5 black pawn · e4 white pawn · c3 white knight · a2 white pawn · b2 white pawn · c2 white pawn · f2 white pawn · g2 white pawn · h2 white pawn · a1 white rook · c1 white bishop · d1 white queen · e1 white king · f1 white bishop · h1 white rook | a8 black rook · c8 black bishop · d8 black queen · e8 black king · f8 black bishop · h8 black rook · a7 black pawn · b7 black pawn · f7 black pawn · g7 black pawn · h7 black pawn · c6 black knight · d6 black pawn · f6 black knight · b5 white knight · e5 black pawn · e4 white pawn · c3 white knight · a2 white pawn · b2 white pawn · c2 white pawn · f2 white pawn · g2 white pawn · h2 white pawn · a1 white rook · c1 white bishop · d1 white queen · e1 white king · f1 white bishop · h1 white rook | a8 black rook · c8 black bishop · d8 black queen · e8 black king · f8 black bishop · h8 black rook · a7 black pawn · b7 black pawn · f7 black pawn · g7 black pawn · h7 black pawn · c6 black knight · d6 black pawn · f6 black knight · b5 white knight · e5 black pawn · e4 white pawn · c3 white knight · a2 white pawn · b2 white pawn · c2 white pawn · f2 white pawn · g2 white pawn · h2 white pawn · a1 white rook · c1 white bishop · d1 white queen · e1 white king · f1 white bishop · h1 white rook | a8 black rook · c8 black bishop · d8 black queen · e8 black king · f8 black bishop · h8 black rook · a7 black pawn · b7 black pawn · f7 black pawn · g7 black pawn · h7 black pawn · c6 black knight · d6 black pawn · f6 black knight · b5 white knight · e5 black pawn · e4 white pawn · c3 white knight · a2 white pawn · b2 white pawn · c2 white pawn · f2 white pawn · g2 white pawn · h2 white pawn · a1 white rook · c1 white bishop · d1 white queen · e1 white king · f1 white bishop · h1 white rook | a8 black rook · c8 black bishop · d8 black queen · e8 black king · f8 black bishop · h8 black rook · a7 black pawn · b7 black pawn · f7 black pawn · g7 black pawn · h7 black pawn · c6 black knight · d6 black pawn · f6 black knight · b5 white knight · e5 black pawn · e4 white pawn · c3 white knight · a2 white pawn · b2 white pawn · c2 white pawn · f2 white pawn · g2 white pawn · h2 white pawn · a1 white rook · c1 white bishop · d1 white queen · e1 white king · f1 white bishop · h1 white rook | 6 |
| 5 | a8 black rook · c8 black bishop · d8 black queen · e8 black king · f8 black bishop · h8 black rook · a7 black pawn · b7 black pawn · f7 black pawn · g7 black pawn · h7 black pawn · c6 black knight · d6 black pawn · f6 black knight · b5 white knight · e5 black pawn · e4 white pawn · c3 white knight · a2 white pawn · b2 white pawn · c2 white pawn · f2 white pawn · g2 white pawn · h2 white pawn · a1 white rook · c1 white bishop · d1 white queen · e1 white king · f1 white bishop · h1 white rook | a8 black rook · c8 black bishop · d8 black queen · e8 black king · f8 black bishop · h8 black rook · a7 black pawn · b7 black pawn · f7 black pawn · g7 black pawn · h7 black pawn · c6 black knight · d6 black pawn · f6 black knight · b5 white knight · e5 black pawn · e4 white pawn · c3 white knight · a2 white pawn · b2 white pawn · c2 white pawn · f2 white pawn · g2 white pawn · h2 white pawn · a1 white rook · c1 white bishop · d1 white queen · e1 white king · f1 white bishop · h1 white rook | a8 black rook · c8 black bishop · d8 black queen · e8 black king · f8 black bishop · h8 black rook · a7 black pawn · b7 black pawn · f7 black pawn · g7 black pawn · h7 black pawn · c6 black knight · d6 black pawn · f6 black knight · b5 white knight · e5 black pawn · e4 white pawn · c3 white knight · a2 white pawn · b2 white pawn · c2 white pawn · f2 white pawn · g2 white pawn · h2 white pawn · a1 white rook · c1 white bishop · d1 white queen · e1 white king · f1 white bishop · h1 white rook | a8 black rook · c8 black bishop · d8 black queen · e8 black king · f8 black bishop · h8 black rook · a7 black pawn · b7 black pawn · f7 black pawn · g7 black pawn · h7 black pawn · c6 black knight · d6 black pawn · f6 black knight · b5 white knight · e5 black pawn · e4 white pawn · c3 white knight · a2 white pawn · b2 white pawn · c2 white pawn · f2 white pawn · g2 white pawn · h2 white pawn · a1 white rook · c1 white bishop · d1 white queen · e1 white king · f1 white bishop · h1 white rook | a8 black rook · c8 black bishop · d8 black queen · e8 black king · f8 black bishop · h8 black rook · a7 black pawn · b7 black pawn · f7 black pawn · g7 black pawn · h7 black pawn · c6 black knight · d6 black pawn · f6 black knight · b5 white knight · e5 black pawn · e4 white pawn · c3 white knight · a2 white pawn · b2 white pawn · c2 white pawn · f2 white pawn · g2 white pawn · h2 white pawn · a1 white rook · c1 white bishop · d1 white queen · e1 white king · f1 white bishop · h1 white rook | a8 black rook · c8 black bishop · d8 black queen · e8 black king · f8 black bishop · h8 black rook · a7 black pawn · b7 black pawn · f7 black pawn · g7 black pawn · h7 black pawn · c6 black knight · d6 black pawn · f6 black knight · b5 white knight · e5 black pawn · e4 white pawn · c3 white knight · a2 white pawn · b2 white pawn · c2 white pawn · f2 white pawn · g2 white pawn · h2 white pawn · a1 white rook · c1 white bishop · d1 white queen · e1 white king · f1 white bishop · h1 white rook | a8 black rook · c8 black bishop · d8 black queen · e8 black king · f8 black bishop · h8 black rook · a7 black pawn · b7 black pawn · f7 black pawn · g7 black pawn · h7 black pawn · c6 black knight · d6 black pawn · f6 black knight · b5 white knight · e5 black pawn · e4 white pawn · c3 white knight · a2 white pawn · b2 white pawn · c2 white pawn · f2 white pawn · g2 white pawn · h2 white pawn · a1 white rook · c1 white bishop · d1 white queen · e1 white king · f1 white bishop · h1 white rook | a8 black rook · c8 black bishop · d8 black queen · e8 black king · f8 black bishop · h8 black rook · a7 black pawn · b7 black pawn · f7 black pawn · g7 black pawn · h7 black pawn · c6 black knight · d6 black pawn · f6 black knight · b5 white knight · e5 black pawn · e4 white pawn · c3 white knight · a2 white pawn · b2 white pawn · c2 white pawn · f2 white pawn · g2 white pawn · h2 white pawn · a1 white rook · c1 white bishop · d1 white queen · e1 white king · f1 white bishop · h1 white rook | 5 |
| 4 | a8 black rook · c8 black bishop · d8 black queen · e8 black king · f8 black bishop · h8 black rook · a7 black pawn · b7 black pawn · f7 black pawn · g7 black pawn · h7 black pawn · c6 black knight · d6 black pawn · f6 black knight · b5 white knight · e5 black pawn · e4 white pawn · c3 white knight · a2 white pawn · b2 white pawn · c2 white pawn · f2 white pawn · g2 white pawn · h2 white pawn · a1 white rook · c1 white bishop · d1 white queen · e1 white king · f1 white bishop · h1 white rook | a8 black rook · c8 black bishop · d8 black queen · e8 black king · f8 black bishop · h8 black rook · a7 black pawn · b7 black pawn · f7 black pawn · g7 black pawn · h7 black pawn · c6 black knight · d6 black pawn · f6 black knight · b5 white knight · e5 black pawn · e4 white pawn · c3 white knight · a2 white pawn · b2 white pawn · c2 white pawn · f2 white pawn · g2 white pawn · h2 white pawn · a1 white rook · c1 white bishop · d1 white queen · e1 white king · f1 white bishop · h1 white rook | a8 black rook · c8 black bishop · d8 black queen · e8 black king · f8 black bishop · h8 black rook · a7 black pawn · b7 black pawn · f7 black pawn · g7 black pawn · h7 black pawn · c6 black knight · d6 black pawn · f6 black knight · b5 white knight · e5 black pawn · e4 white pawn · c3 white knight · a2 white pawn · b2 white pawn · c2 white pawn · f2 white pawn · g2 white pawn · h2 white pawn · a1 white rook · c1 white bishop · d1 white queen · e1 white king · f1 white bishop · h1 white rook | a8 black rook · c8 black bishop · d8 black queen · e8 black king · f8 black bishop · h8 black rook · a7 black pawn · b7 black pawn · f7 black pawn · g7 black pawn · h7 black pawn · c6 black knight · d6 black pawn · f6 black knight · b5 white knight · e5 black pawn · e4 white pawn · c3 white knight · a2 white pawn · b2 white pawn · c2 white pawn · f2 white pawn · g2 white pawn · h2 white pawn · a1 white rook · c1 white bishop · d1 white queen · e1 white king · f1 white bishop · h1 white rook | a8 black rook · c8 black bishop · d8 black queen · e8 black king · f8 black bishop · h8 black rook · a7 black pawn · b7 black pawn · f7 black pawn · g7 black pawn · h7 black pawn · c6 black knight · d6 black pawn · f6 black knight · b5 white knight · e5 black pawn · e4 white pawn · c3 white knight · a2 white pawn · b2 white pawn · c2 white pawn · f2 white pawn · g2 white pawn · h2 white pawn · a1 white rook · c1 white bishop · d1 white queen · e1 white king · f1 white bishop · h1 white rook | a8 black rook · c8 black bishop · d8 black queen · e8 black king · f8 black bishop · h8 black rook · a7 black pawn · b7 black pawn · f7 black pawn · g7 black pawn · h7 black pawn · c6 black knight · d6 black pawn · f6 black knight · b5 white knight · e5 black pawn · e4 white pawn · c3 white knight · a2 white pawn · b2 white pawn · c2 white pawn · f2 white pawn · g2 white pawn · h2 white pawn · a1 white rook · c1 white bishop · d1 white queen · e1 white king · f1 white bishop · h1 white rook | a8 black rook · c8 black bishop · d8 black queen · e8 black king · f8 black bishop · h8 black rook · a7 black pawn · b7 black pawn · f7 black pawn · g7 black pawn · h7 black pawn · c6 black knight · d6 black pawn · f6 black knight · b5 white knight · e5 black pawn · e4 white pawn · c3 white knight · a2 white pawn · b2 white pawn · c2 white pawn · f2 white pawn · g2 white pawn · h2 white pawn · a1 white rook · c1 white bishop · d1 white queen · e1 white king · f1 white bishop · h1 white rook | a8 black rook · c8 black bishop · d8 black queen · e8 black king · f8 black bishop · h8 black rook · a7 black pawn · b7 black pawn · f7 black pawn · g7 black pawn · h7 black pawn · c6 black knight · d6 black pawn · f6 black knight · b5 white knight · e5 black pawn · e4 white pawn · c3 white knight · a2 white pawn · b2 white pawn · c2 white pawn · f2 white pawn · g2 white pawn · h2 white pawn · a1 white rook · c1 white bishop · d1 white queen · e1 white king · f1 white bishop · h1 white rook | 4 |
| 3 | a8 black rook · c8 black bishop · d8 black queen · e8 black king · f8 black bishop · h8 black rook · a7 black pawn · b7 black pawn · f7 black pawn · g7 black pawn · h7 black pawn · c6 black knight · d6 black pawn · f6 black knight · b5 white knight · e5 black pawn · e4 white pawn · c3 white knight · a2 white pawn · b2 white pawn · c2 white pawn · f2 white pawn · g2 white pawn · h2 white pawn · a1 white rook · c1 white bishop · d1 white queen · e1 white king · f1 white bishop · h1 white rook | a8 black rook · c8 black bishop · d8 black queen · e8 black king · f8 black bishop · h8 black rook · a7 black pawn · b7 black pawn · f7 black pawn · g7 black pawn · h7 black pawn · c6 black knight · d6 black pawn · f6 black knight · b5 white knight · e5 black pawn · e4 white pawn · c3 white knight · a2 white pawn · b2 white pawn · c2 white pawn · f2 white pawn · g2 white pawn · h2 white pawn · a1 white rook · c1 white bishop · d1 white queen · e1 white king · f1 white bishop · h1 white rook | a8 black rook · c8 black bishop · d8 black queen · e8 black king · f8 black bishop · h8 black rook · a7 black pawn · b7 black pawn · f7 black pawn · g7 black pawn · h7 black pawn · c6 black knight · d6 black pawn · f6 black knight · b5 white knight · e5 black pawn · e4 white pawn · c3 white knight · a2 white pawn · b2 white pawn · c2 white pawn · f2 white pawn · g2 white pawn · h2 white pawn · a1 white rook · c1 white bishop · d1 white queen · e1 white king · f1 white bishop · h1 white rook | a8 black rook · c8 black bishop · d8 black queen · e8 black king · f8 black bishop · h8 black rook · a7 black pawn · b7 black pawn · f7 black pawn · g7 black pawn · h7 black pawn · c6 black knight · d6 black pawn · f6 black knight · b5 white knight · e5 black pawn · e4 white pawn · c3 white knight · a2 white pawn · b2 white pawn · c2 white pawn · f2 white pawn · g2 white pawn · h2 white pawn · a1 white rook · c1 white bishop · d1 white queen · e1 white king · f1 white bishop · h1 white rook | a8 black rook · c8 black bishop · d8 black queen · e8 black king · f8 black bishop · h8 black rook · a7 black pawn · b7 black pawn · f7 black pawn · g7 black pawn · h7 black pawn · c6 black knight · d6 black pawn · f6 black knight · b5 white knight · e5 black pawn · e4 white pawn · c3 white knight · a2 white pawn · b2 white pawn · c2 white pawn · f2 white pawn · g2 white pawn · h2 white pawn · a1 white rook · c1 white bishop · d1 white queen · e1 white king · f1 white bishop · h1 white rook | a8 black rook · c8 black bishop · d8 black queen · e8 black king · f8 black bishop · h8 black rook · a7 black pawn · b7 black pawn · f7 black pawn · g7 black pawn · h7 black pawn · c6 black knight · d6 black pawn · f6 black knight · b5 white knight · e5 black pawn · e4 white pawn · c3 white knight · a2 white pawn · b2 white pawn · c2 white pawn · f2 white pawn · g2 white pawn · h2 white pawn · a1 white rook · c1 white bishop · d1 white queen · e1 white king · f1 white bishop · h1 white rook | a8 black rook · c8 black bishop · d8 black queen · e8 black king · f8 black bishop · h8 black rook · a7 black pawn · b7 black pawn · f7 black pawn · g7 black pawn · h7 black pawn · c6 black knight · d6 black pawn · f6 black knight · b5 white knight · e5 black pawn · e4 white pawn · c3 white knight · a2 white pawn · b2 white pawn · c2 white pawn · f2 white pawn · g2 white pawn · h2 white pawn · a1 white rook · c1 white bishop · d1 white queen · e1 white king · f1 white bishop · h1 white rook | a8 black rook · c8 black bishop · d8 black queen · e8 black king · f8 black bishop · h8 black rook · a7 black pawn · b7 black pawn · f7 black pawn · g7 black pawn · h7 black pawn · c6 black knight · d6 black pawn · f6 black knight · b5 white knight · e5 black pawn · e4 white pawn · c3 white knight · a2 white pawn · b2 white pawn · c2 white pawn · f2 white pawn · g2 white pawn · h2 white pawn · a1 white rook · c1 white bishop · d1 white queen · e1 white king · f1 white bishop · h1 white rook | 3 |
| 2 | a8 black rook · c8 black bishop · d8 black queen · e8 black king · f8 black bishop · h8 black rook · a7 black pawn · b7 black pawn · f7 black pawn · g7 black pawn · h7 black pawn · c6 black knight · d6 black pawn · f6 black knight · b5 white knight · e5 black pawn · e4 white pawn · c3 white knight · a2 white pawn · b2 white pawn · c2 white pawn · f2 white pawn · g2 white pawn · h2 white pawn · a1 white rook · c1 white bishop · d1 white queen · e1 white king · f1 white bishop · h1 white rook | a8 black rook · c8 black bishop · d8 black queen · e8 black king · f8 black bishop · h8 black rook · a7 black pawn · b7 black pawn · f7 black pawn · g7 black pawn · h7 black pawn · c6 black knight · d6 black pawn · f6 black knight · b5 white knight · e5 black pawn · e4 white pawn · c3 white knight · a2 white pawn · b2 white pawn · c2 white pawn · f2 white pawn · g2 white pawn · h2 white pawn · a1 white rook · c1 white bishop · d1 white queen · e1 white king · f1 white bishop · h1 white rook | a8 black rook · c8 black bishop · d8 black queen · e8 black king · f8 black bishop · h8 black rook · a7 black pawn · b7 black pawn · f7 black pawn · g7 black pawn · h7 black pawn · c6 black knight · d6 black pawn · f6 black knight · b5 white knight · e5 black pawn · e4 white pawn · c3 white knight · a2 white pawn · b2 white pawn · c2 white pawn · f2 white pawn · g2 white pawn · h2 white pawn · a1 white rook · c1 white bishop · d1 white queen · e1 white king · f1 white bishop · h1 white rook | a8 black rook · c8 black bishop · d8 black queen · e8 black king · f8 black bishop · h8 black rook · a7 black pawn · b7 black pawn · f7 black pawn · g7 black pawn · h7 black pawn · c6 black knight · d6 black pawn · f6 black knight · b5 white knight · e5 black pawn · e4 white pawn · c3 white knight · a2 white pawn · b2 white pawn · c2 white pawn · f2 white pawn · g2 white pawn · h2 white pawn · a1 white rook · c1 white bishop · d1 white queen · e1 white king · f1 white bishop · h1 white rook | a8 black rook · c8 black bishop · d8 black queen · e8 black king · f8 black bishop · h8 black rook · a7 black pawn · b7 black pawn · f7 black pawn · g7 black pawn · h7 black pawn · c6 black knight · d6 black pawn · f6 black knight · b5 white knight · e5 black pawn · e4 white pawn · c3 white knight · a2 white pawn · b2 white pawn · c2 white pawn · f2 white pawn · g2 white pawn · h2 white pawn · a1 white rook · c1 white bishop · d1 white queen · e1 white king · f1 white bishop · h1 white rook | a8 black rook · c8 black bishop · d8 black queen · e8 black king · f8 black bishop · h8 black rook · a7 black pawn · b7 black pawn · f7 black pawn · g7 black pawn · h7 black pawn · c6 black knight · d6 black pawn · f6 black knight · b5 white knight · e5 black pawn · e4 white pawn · c3 white knight · a2 white pawn · b2 white pawn · c2 white pawn · f2 white pawn · g2 white pawn · h2 white pawn · a1 white rook · c1 white bishop · d1 white queen · e1 white king · f1 white bishop · h1 white rook | a8 black rook · c8 black bishop · d8 black queen · e8 black king · f8 black bishop · h8 black rook · a7 black pawn · b7 black pawn · f7 black pawn · g7 black pawn · h7 black pawn · c6 black knight · d6 black pawn · f6 black knight · b5 white knight · e5 black pawn · e4 white pawn · c3 white knight · a2 white pawn · b2 white pawn · c2 white pawn · f2 white pawn · g2 white pawn · h2 white pawn · a1 white rook · c1 white bishop · d1 white queen · e1 white king · f1 white bishop · h1 white rook | a8 black rook · c8 black bishop · d8 black queen · e8 black king · f8 black bishop · h8 black rook · a7 black pawn · b7 black pawn · f7 black pawn · g7 black pawn · h7 black pawn · c6 black knight · d6 black pawn · f6 black knight · b5 white knight · e5 black pawn · e4 white pawn · c3 white knight · a2 white pawn · b2 white pawn · c2 white pawn · f2 white pawn · g2 white pawn · h2 white pawn · a1 white rook · c1 white bishop · d1 white queen · e1 white king · f1 white bishop · h1 white rook | 2 |
| 1 | a8 black rook · c8 black bishop · d8 black queen · e8 black king · f8 black bishop · h8 black rook · a7 black pawn · b7 black pawn · f7 black pawn · g7 black pawn · h7 black pawn · c6 black knight · d6 black pawn · f6 black knight · b5 white knight · e5 black pawn · e4 white pawn · c3 white knight · a2 white pawn · b2 white pawn · c2 white pawn · f2 white pawn · g2 white pawn · h2 white pawn · a1 white rook · c1 white bishop · d1 white queen · e1 white king · f1 white bishop · h1 white rook | a8 black rook · c8 black bishop · d8 black queen · e8 black king · f8 black bishop · h8 black rook · a7 black pawn · b7 black pawn · f7 black pawn · g7 black pawn · h7 black pawn · c6 black knight · d6 black pawn · f6 black knight · b5 white knight · e5 black pawn · e4 white pawn · c3 white knight · a2 white pawn · b2 white pawn · c2 white pawn · f2 white pawn · g2 white pawn · h2 white pawn · a1 white rook · c1 white bishop · d1 white queen · e1 white king · f1 white bishop · h1 white rook | a8 black rook · c8 black bishop · d8 black queen · e8 black king · f8 black bishop · h8 black rook · a7 black pawn · b7 black pawn · f7 black pawn · g7 black pawn · h7 black pawn · c6 black knight · d6 black pawn · f6 black knight · b5 white knight · e5 black pawn · e4 white pawn · c3 white knight · a2 white pawn · b2 white pawn · c2 white pawn · f2 white pawn · g2 white pawn · h2 white pawn · a1 white rook · c1 white bishop · d1 white queen · e1 white king · f1 white bishop · h1 white rook | a8 black rook · c8 black bishop · d8 black queen · e8 black king · f8 black bishop · h8 black rook · a7 black pawn · b7 black pawn · f7 black pawn · g7 black pawn · h7 black pawn · c6 black knight · d6 black pawn · f6 black knight · b5 white knight · e5 black pawn · e4 white pawn · c3 white knight · a2 white pawn · b2 white pawn · c2 white pawn · f2 white pawn · g2 white pawn · h2 white pawn · a1 white rook · c1 white bishop · d1 white queen · e1 white king · f1 white bishop · h1 white rook | a8 black rook · c8 black bishop · d8 black queen · e8 black king · f8 black bishop · h8 black rook · a7 black pawn · b7 black pawn · f7 black pawn · g7 black pawn · h7 black pawn · c6 black knight · d6 black pawn · f6 black knight · b5 white knight · e5 black pawn · e4 white pawn · c3 white knight · a2 white pawn · b2 white pawn · c2 white pawn · f2 white pawn · g2 white pawn · h2 white pawn · a1 white rook · c1 white bishop · d1 white queen · e1 white king · f1 white bishop · h1 white rook | a8 black rook · c8 black bishop · d8 black queen · e8 black king · f8 black bishop · h8 black rook · a7 black pawn · b7 black pawn · f7 black pawn · g7 black pawn · h7 black pawn · c6 black knight · d6 black pawn · f6 black knight · b5 white knight · e5 black pawn · e4 white pawn · c3 white knight · a2 white pawn · b2 white pawn · c2 white pawn · f2 white pawn · g2 white pawn · h2 white pawn · a1 white rook · c1 white bishop · d1 white queen · e1 white king · f1 white bishop · h1 white rook | a8 black rook · c8 black bishop · d8 black queen · e8 black king · f8 black bishop · h8 black rook · a7 black pawn · b7 black pawn · f7 black pawn · g7 black pawn · h7 black pawn · c6 black knight · d6 black pawn · f6 black knight · b5 white knight · e5 black pawn · e4 white pawn · c3 white knight · a2 white pawn · b2 white pawn · c2 white pawn · f2 white pawn · g2 white pawn · h2 white pawn · a1 white rook · c1 white bishop · d1 white queen · e1 white king · f1 white bishop · h1 white rook | a8 black rook · c8 black bishop · d8 black queen · e8 black king · f8 black bishop · h8 black rook · a7 black pawn · b7 black pawn · f7 black pawn · g7 black pawn · h7 black pawn · c6 black knight · d6 black pawn · f6 black knight · b5 white knight · e5 black pawn · e4 white pawn · c3 white knight · a2 white pawn · b2 white pawn · c2 white pawn · f2 white pawn · g2 white pawn · h2 white pawn · a1 white rook · c1 white bishop · d1 white queen · e1 white king · f1 white bishop · h1 white rook | 1 |
|   | a | b | c | d | e | f | g | h |   |

Lý thuyết khai cuộc hiện đại cho thấy nét đặc trưng ở một vài dạng khai cuộc trong đó một trong số những kỳ thủ cân nhắc việc phải gánh chịu một quân Tốt lạc hậu để đổi lấy lợi thế khác như là sự chủ động hoặc là ưu thế phát triển. Một ví dụ tuyệt vời là Phương án Sveshnikov trong Phòng thủ Sicilian.
Sau các nước 1. e4 c5 2. Mf3 Mc6 3. d4 cxd4 4. Mxd4 Mf6 (hoặc 4...e5!? 5.Mb5 d6 – phương án Kalashnikov) 5. Mc3 e5!? 6. Mdb5 d6 (xem hình bên), Đen có một Tốt lạc hậu ở d6 nhưng Trắng giờ phải chịu đựng việc di dời quân Mã và trung tâm bị suy yếu sau khi 7. Tg5 a6 8. Ma3 b5 9. Txf6 gxf6! 10. Md5 (tránh khỏi nguy cơ hai Mã bị chĩa đôi bởi Tốt) 10... f5! (hoặc 10...Tg7 11.c3 [tạo điều kiện cho Mã ở a3 quay trở lại trung tâm thông qua Ma3–c2–e3] 11...f5!) 11. c3 Tg7, và vân vân.